# Piezocera silvia
Piezocera silvia är en skalbaggsart som beskrevs av Maria Helena M. Galileo och Martins 2000. Piezocera silvia ingår i släktet Piezocera och familjen långhorningar. Inga underarter finns listade i Catalogue of Life.